# Denali nationalpark
Denali nationalpark ligger i delstaten Alaska i USA. Nordamerikas högsta berg Denali ligger i parkens mitt. Området har ett rikt djurliv. Tillsammans med Denali naturreservat utgör det ett skyddat område som är totalt 24 500 km² stort.